# Wysokoje (wieś w rejonie unieckim)
Wysokoje (ros. Высокое) – wieś (sieło) w Rosji, w obwodzie briańskim, w rejonie unieckim. W 2021 liczyła 322 mieszkańców.